# Corridor Mer du Nord-Méditerranée
Le corridor Mer du Nord-Méditerranée ou corridor Dublin-Bruxelles est le huitième des dix axes prioritaires du réseau transeuropéen de transport,. 

## Parcours
Il s'étend de l' Irlande au nord du Royaume-Uni en passant par les Pays -Bas , la Belgique et le Luxembourg jusqu'à la mer Méditerranée dans le sud de la France.
Les villes principales du corridor sont: Belfast, Dublin, Cork,  Glasgow,  Edinburgh, Liverpool,  Manchester,  Birmingham,  Londres, Southampton, Lille, Bruxelles, Amsterdam, Rotterdam , Anvers, Luxembourg, Metz, Dijon, Mâcon, Lyon, Marseille, Strasbourg, Bâle, Gent, Dunkerque, Paris

## Histoire
Selon l'Union européenne, ce corridor multimodal, comprenant des voies navigables intérieures au Benelux et en France, visait non seulement à offrir de meilleurs services multimodaux entre les ports de la mer du Nord, la Meuse, le Rhin, l'Escaut, la Seine, la Saône, le Rhône et les ports de Fos-sur-Mer et de Marseille, mais aussi pour mieux interconnecter les îles britanniques avec l'Europe continentale.
En raison du Brexit, l'accent est de plus en plus mis sur les connexions directes Irlande-Benelux, alors qu'auparavant la connexion avec l'Irlande passait par le Royaume-Uni.